# Litarachna denhami
Litarachna denhami is een mijtensoort uit de familie van de Pontarachnidae. De wetenschappelijke naam van de soort is voor het eerst geldig gepubliceerd in 1909 door Lohmann.